# 의성명곡서원
의성명곡서원은 대한민국 경상북도 의성군 가음면 양지리 447-1에 있는 서원이다. 2017년 8월 1일 의성군의 문화유산 제37호로 지정되었다.

## 개요
이조참판과 도총부부총관(都摠府副摠管) 등을 역임한 무신 박성양(朴成陽)의 학문과덕행을 추모하고, 지역민의 교육과 후진양성을 위해 순조 18년(1818)에 창건되었다.박성양은 관향이 함양, 호는 금은(琴隱), 시호는 정헌공(定憲公)이다.